# Івахни
Івахни́ — село в Україні, в Монастирищенській міській громаді Уманського району Черкаської області. Розташоване на обох берегах річки Гірський Тікич (притока Тікичу) за 15 км на північ від міста Монастирище. Населення становить 1 113 осіб (станом на 1 січня 2021 р.).

## Історія
На землях Івахнів знаходиться 13 курганів скіфської (3 тисячі років тому) та ямної (4 тисячі років тому) культур. Розташовані вони по периметру трьох лісових смуг зліва від дороги Івахни-Долинка.
Б. Бидловський розкопав 2 кургани ще до революції. Один із них (№ 2) виявився похованням ямної культури (тут лежали скрючений кістяк та дворучна амфора, кістяний молоточок та кружок бронзової бляшки з діркою). Кістяний молоточок знаходиться в Уманському музеї. Другий курган (№ 3) — скіфська поховальна камера: квадрат 4,2 м х 4,2 м глибиною 1,4 м. а в ньому шестигранник викладений дубовими колодами, де знаходилися 10 людських кістяків. Біля них знаходився ліплений баняк.
Заснували село два вільних поселенці по імені Івани. В давні часи це ім'я озвучувалося як Івахну. Тому й поселення стали називати Івахни з наголосом на другому складі, що означало поселення двох Іванів. У розмовній мові наголос з часом перекочував з першого складу на третій, і ми одержати сучасну назву — Івахни. Оскільки село і нині складається з двох частин, можна припустити, шо один із Іванів осів на правому березі річки, другий — на лівому. Біля них з часом з'явилися інші поселенці. Відбулася ця подія, імовірно, між 1550 р. та 1600 р.
Як пише дослідник Л. Похилевич, наприкінці 1700-х років землі лівого берега Івахнів належали князю Йосифу (Йозефу) Красицькому, а правого стали власністю Іполита Рогозинського. Йосиф Красицький ще до реформи 1861 року продав 396 десятин землі лівого берега Івахнів та Яцковицю Вікентію Вержбицькому, який побудував маєток. Його спадкоємцем ще до реформи став син Г. В. Вержбицький. А за дочкою Казимірою залишив 1300 десятин лівого берега — посаг зятю Підгорському.
Обидві частини села в 1912 р. мали 429 дворів (до реформи — 183), у них селян — 2360 осіб.
Церкву в Івахнах побудували в 1752 р. на Михайла. При ній пізніше існувала церковна школа грамоти. На греблі працював млин, на околицях — 4 вітряки заможніших селян, корчма, слюсарна майстерня заводу, 5 кузень. Торгівля знаходилася в руках восьми єврейських родин.
На долю частини селян вплинуло будівництво в Цибулеві цукрового заводу в 1876 р. Під його забудову Рогозинські віддали 26 десятин івахнянських земель. Збудували цехи, казарму на 250 робітників та спеціалістів, медпункт на 6 ліжок; перегородили річку Цибулівка двома греблями з водяними млинами, утворили ставки.
В економії Рогозинських вирощували насіння цукрових буряків, утримували поля зрошення, кагатне та фільтраційне поля, воловню, майстерню. Під ставки потрапила частина селянських земель. Їх оформили як оренду пана Рогозинського.
Будівництво заводу, а потім його експлуатація вимагали спеціалістів з багатьох напрямів цукрового виробництва, будівельної справи, транспортного обслуговування. З того часу окремі івахняни стали робітниками, будівельниками, чумаками. А на цукрових плантаціях у літню пору знаходило роботу чимало жінок та дівчат навколишніх сіл.
У 1896 р. біля заводу вже існувало 11 індивідуальних дворів спеціалістів, в яких проживало 98 жителів. Робітники інших сіл жили в гуртожитку. В 1907 р. завод виробляв 650 тис. пудів цукру.
У роки столипінських реформ (1908-1912 рр.) чимало селян покинуло село та поїхало до Америки.
За адміністративним поділом Івахни були частиною Лукашівської волості Липовецького повіту Київської губернії.
У 1916 р. маєток Підгорських згорів.
На підставі закону від 5 лютого 1920 року сільська рала разом з комітетами бідноти розпочала поділ земель Підгорських та Рогозинських, націоналізували залишки економій, їх землі, поміщицький млин тощо.
У 1922 р. на частині поміщицьких земель влада утворила відділки Цибулівського бурякорадгоспу в Яцковиці, Балці, Іванчику, Новосілці, Копіюваті. Центральною садибою і технічною базою стала колишня економія Рогозинських в Івахнах (так звана майстерня).
У 1923 р. запроваджено новий адміністративний поділ: замість Лукашівської та Цибулівської волостей утворили Цибулівський район Уманської округи, який проіснував до 1928 р., а потім став частиною Монастирищенського району. Івахнянська сільська рада входила до складу обох районів.
У 20-30 роки відбулися позитивні зміни у зростанні освітнього й у якійсь мірі культурного рівнів селян. Уже в 1921 р. замість церковнопарафіяльної школи діяла перша радянська початкова школа на 4 класи.
Під час Голодомору 1933 року в Івахнах вимерло найбільше людей від усіх інших поселень району — 1014 чоловік.
У 1937 р. репресували 34 "ворогів народу", з яких трьох було розстріляно. Реабілітували всіх посмертно у 1959-1960-х рр.
На початку німецько-радянської війни (22-23 червня) на фронт пішли  223 особи. На початку серпня в селі з’явилися представники окупаційної влади. В селі розстріляли 12 мешканців та ще три загинули від снарядів. Спалили половину вулиці за відмову їхати до Німеччини, окремі селяни одержали поранення.
9 березня 1944 р. село остаточно відвоювала 133-я стрілецька дивізія полковника Казишвілі.
Більше 1200 солдатів та офіцерів загинули при відвоюванні Івахнів. З них у братській могилі захоронено 1118. Не повернулися з фронтів 137 односельчан.
У 1950-1960 рр. івахняни спорудили два пам'ятники: один на братській могилі, інший - загиблим односельцям. У 1983 р. їх замінили на меморіальний комплекс, де увічнено пам'ять і визволителів, і земляків.
На честь 30-річчя Перемоги на розвилці доріг Івахни-Лукашівка-Долинка на пагорбі встановлено пам'ятну гармату, яку пізніше замінили на самохідну артилерійську установку.

## Відомі люди
- Прилуцький Олександр Іванович (* 1962) — український поет, прозаїк.
- Сердюк Іван Сергійович (* 1936) — український художник.

## Галерея

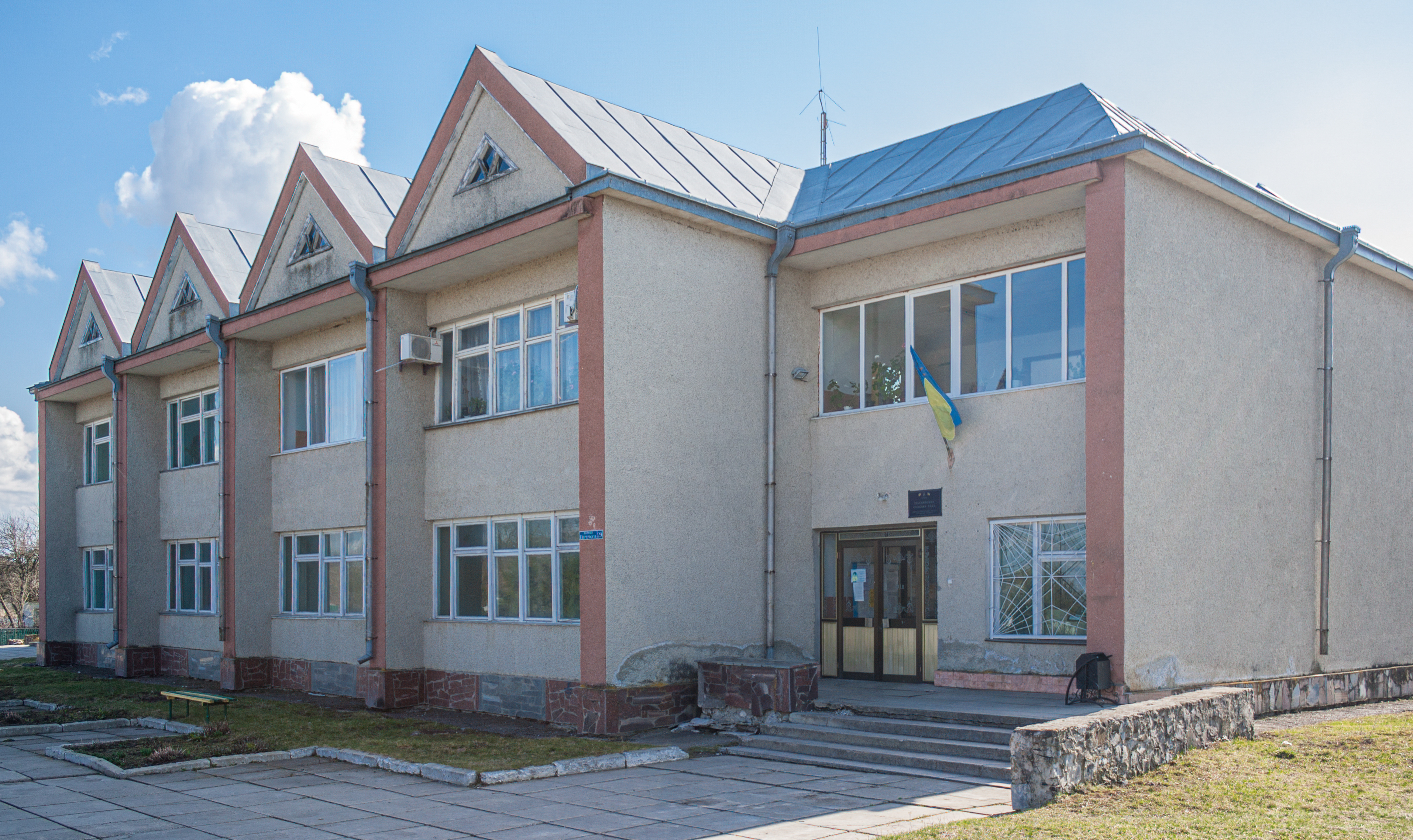
Сільська рада і пошта
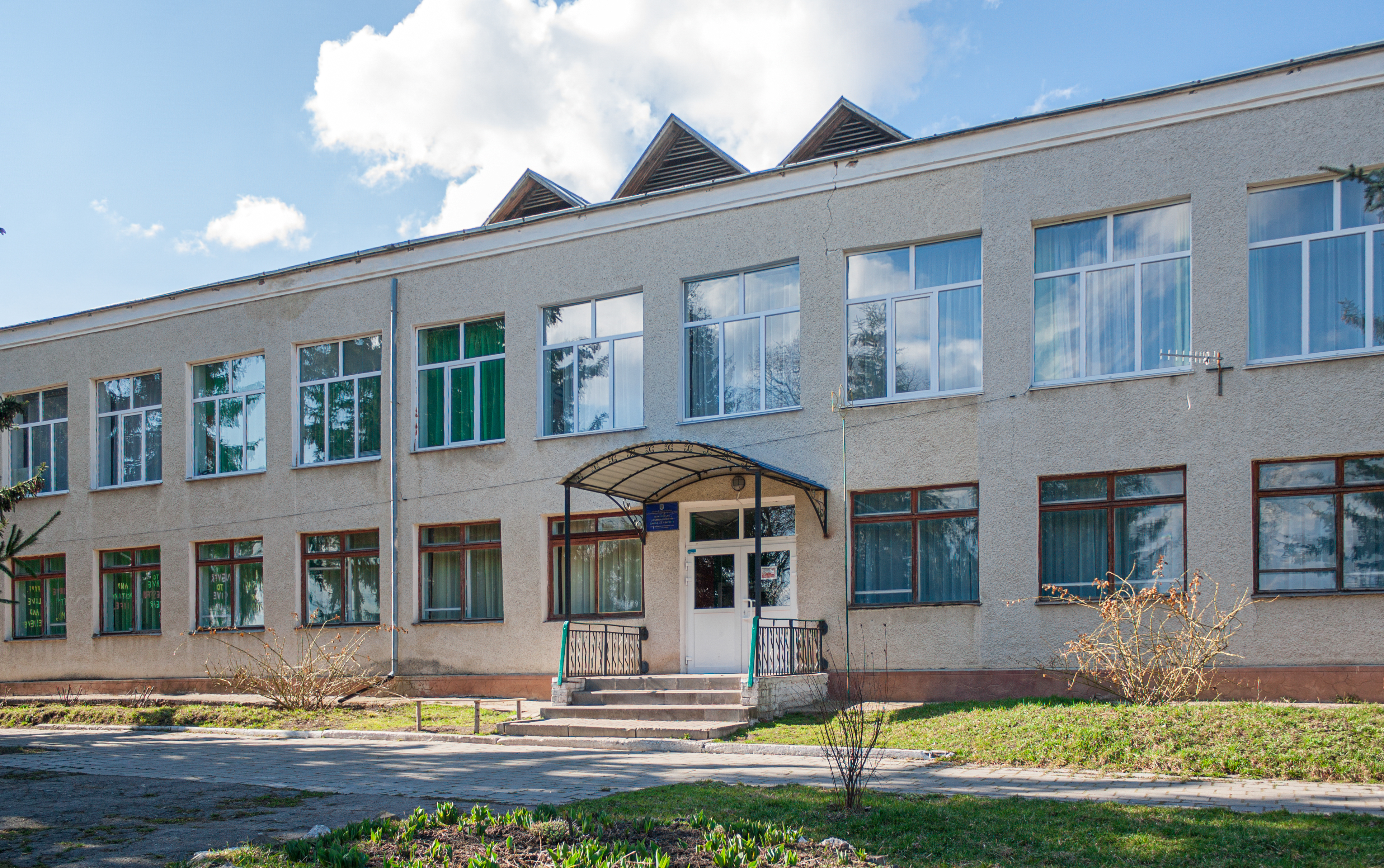
Школа
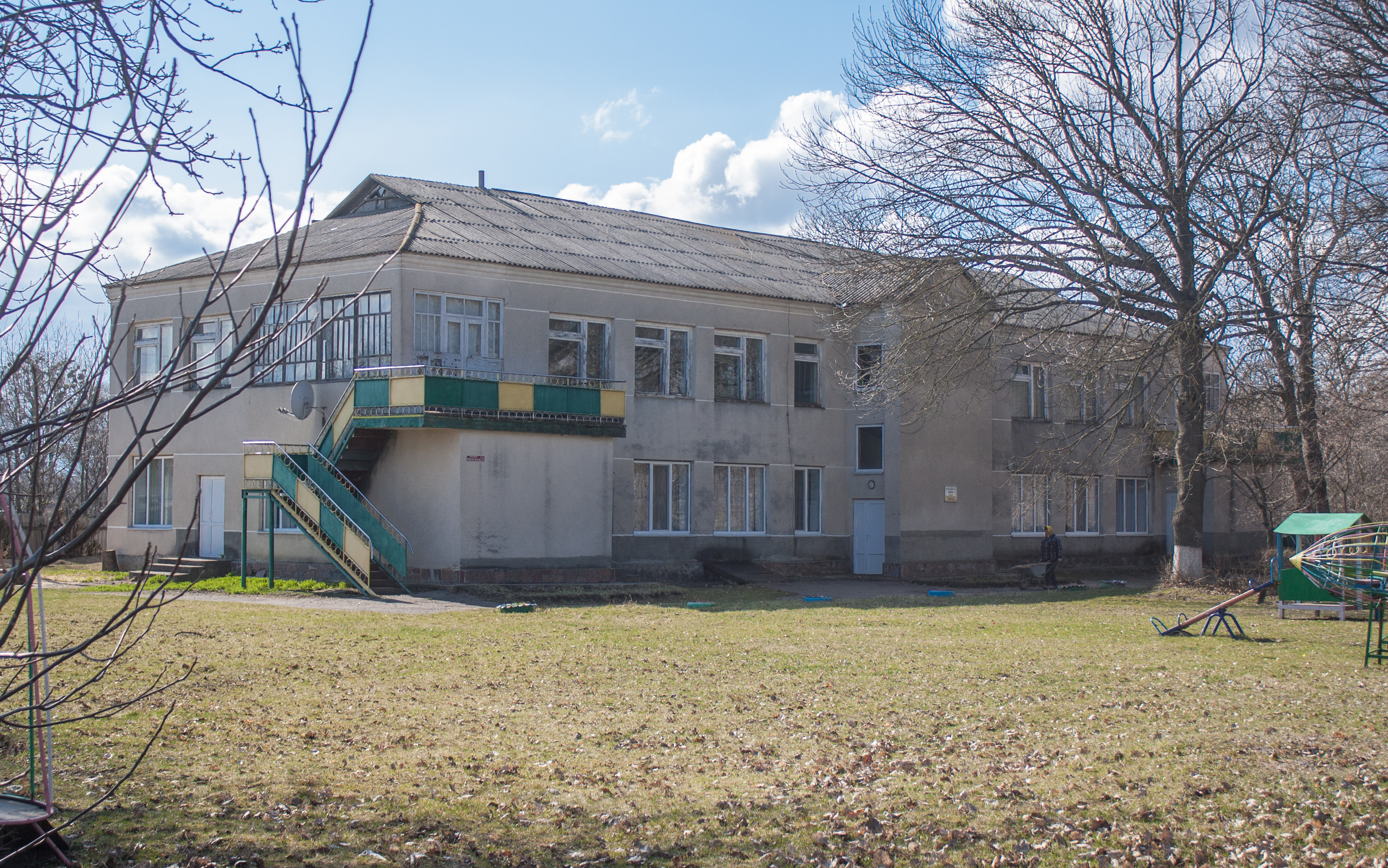
Дитсадок
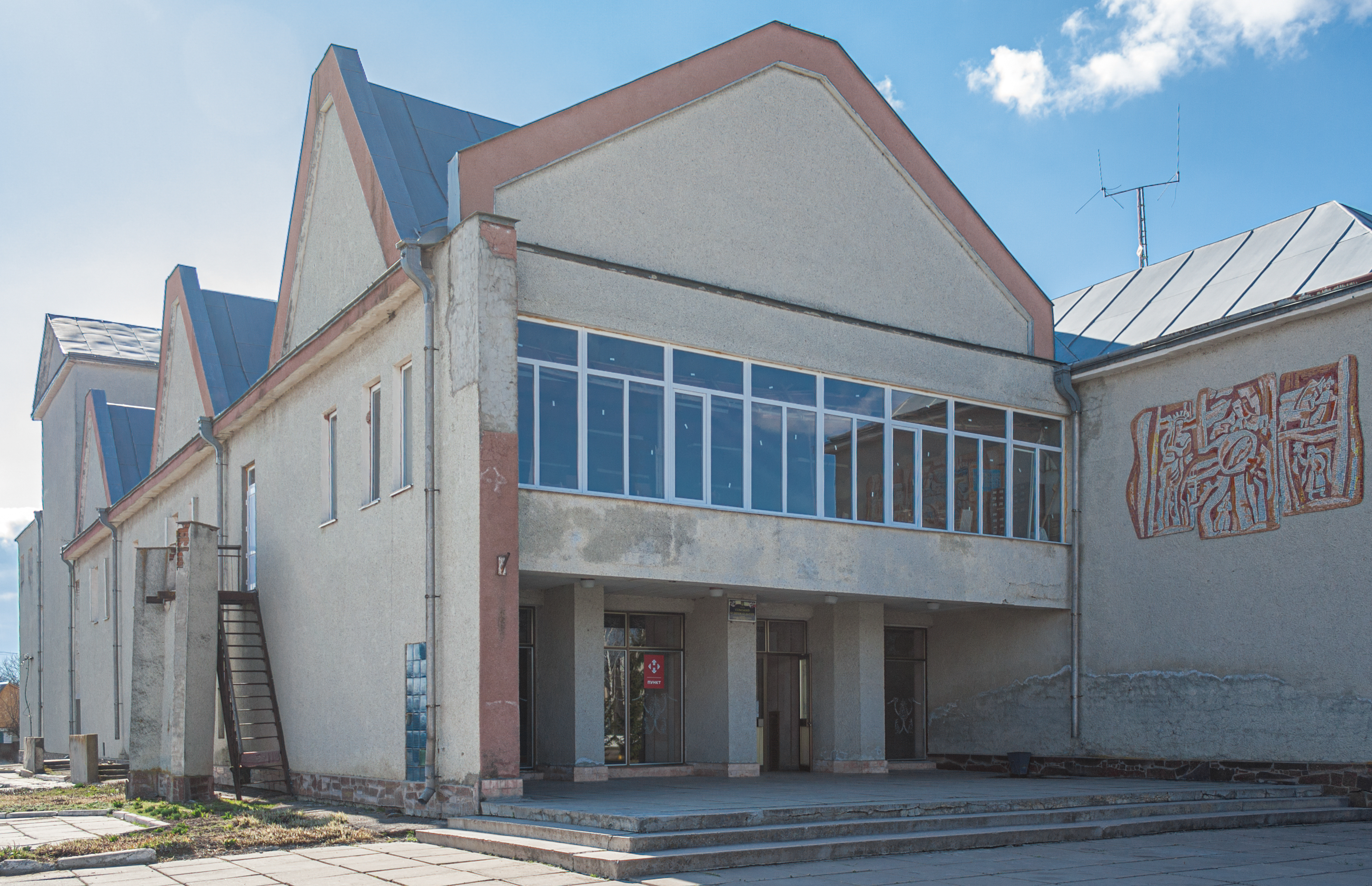
Будинок культури
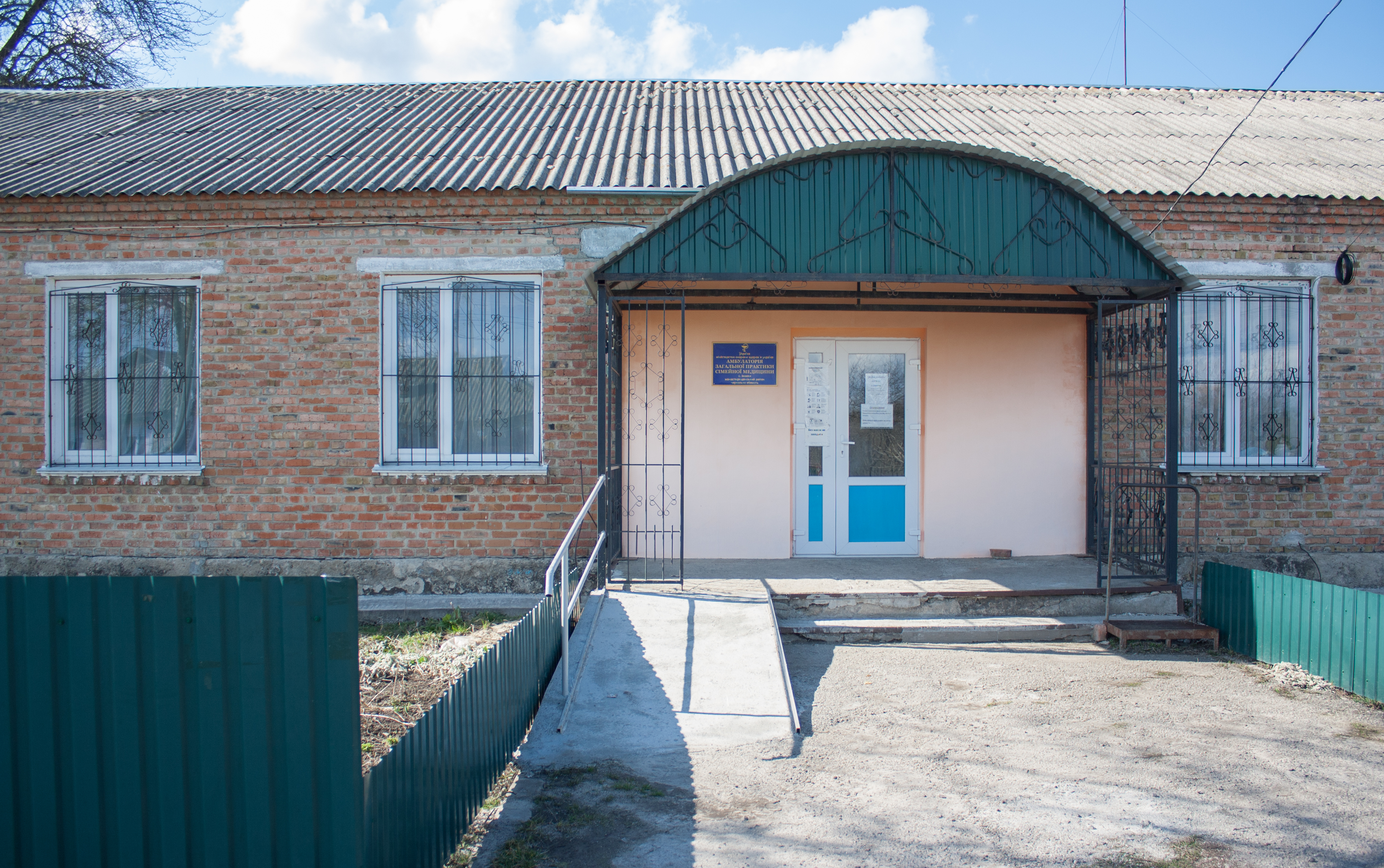
Амбулаторія
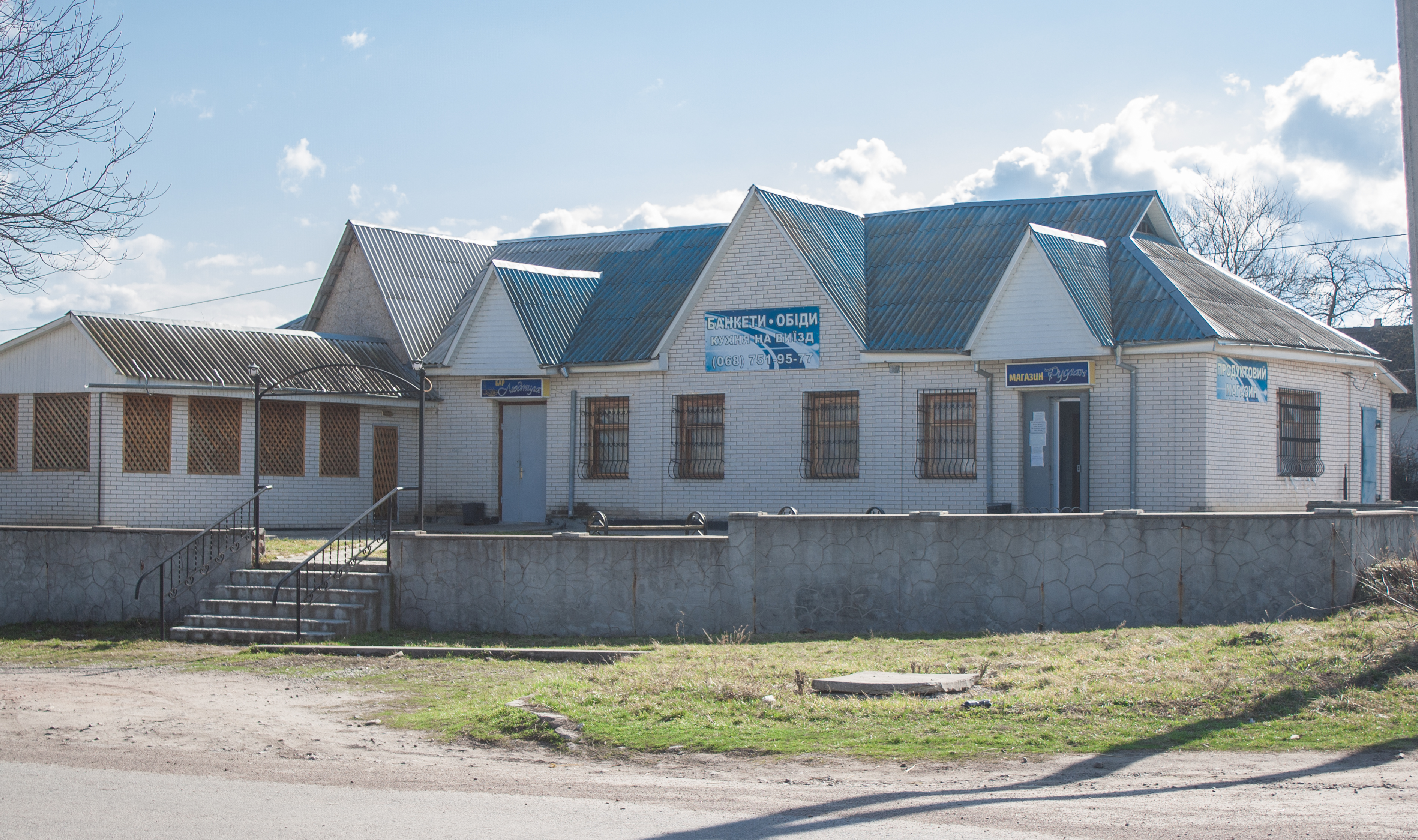
Магазин
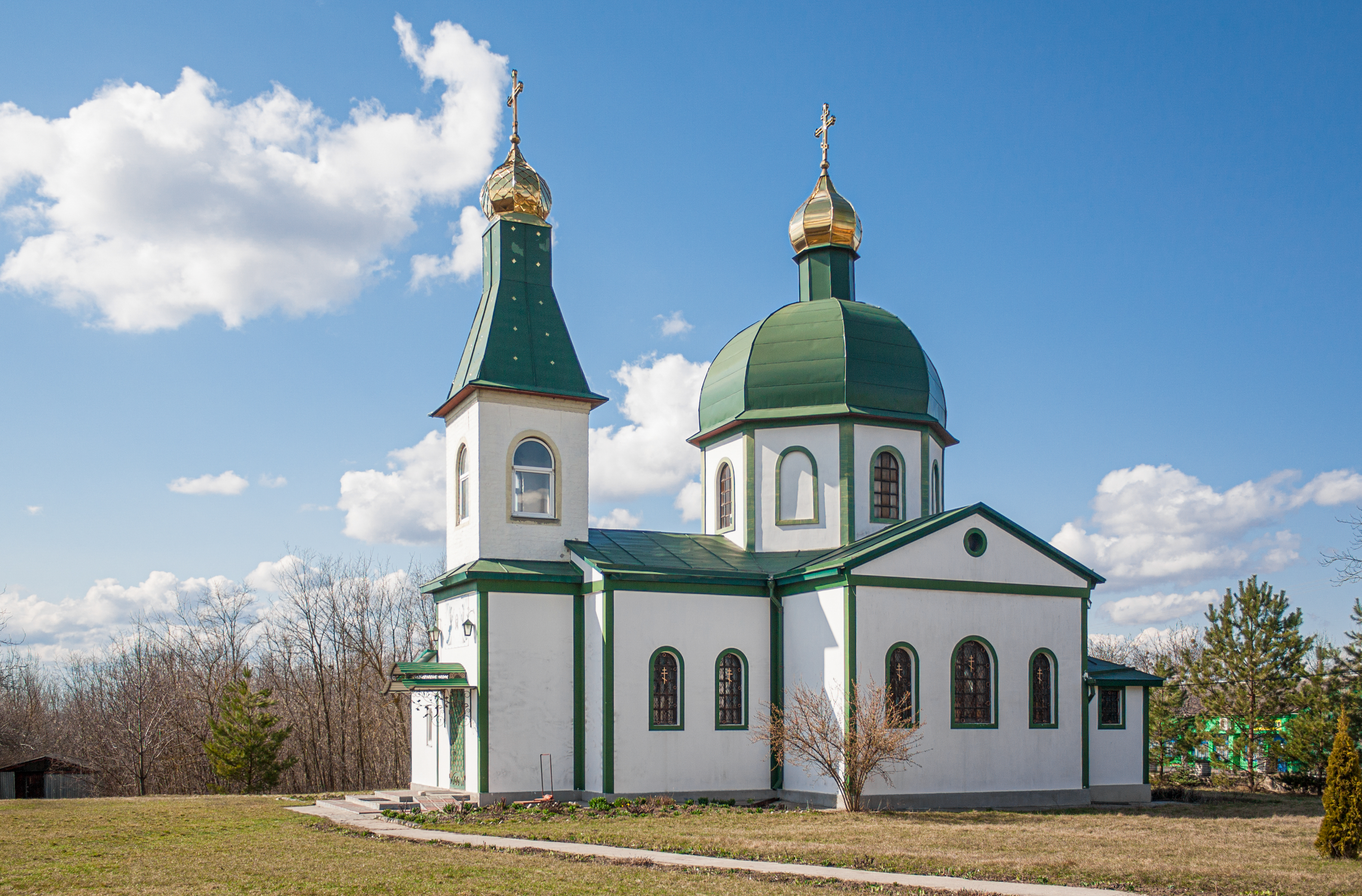
Церква
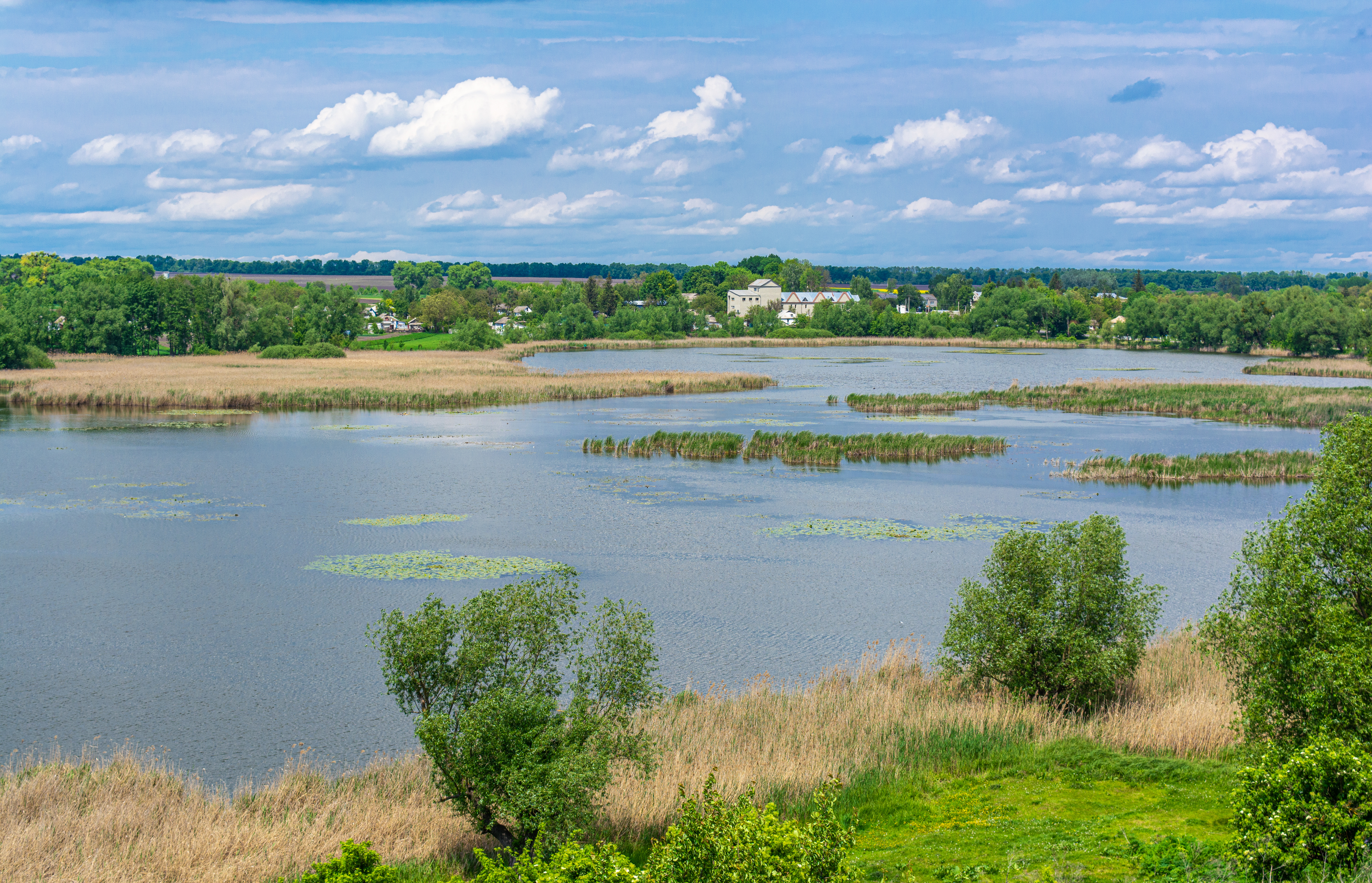
Ставок на річці Гірський Тікич
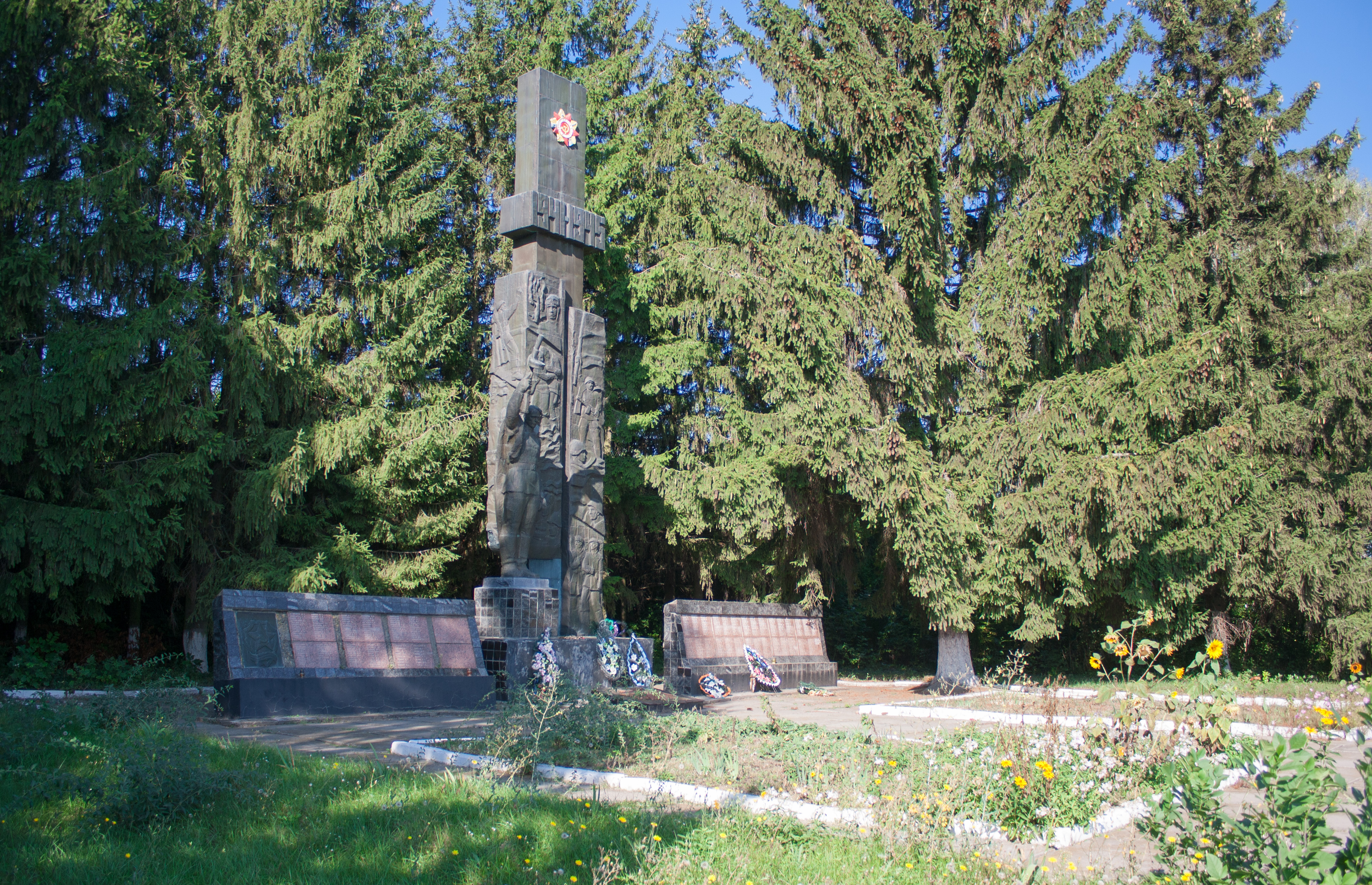
Братська могила і пам'ятник односельчанам
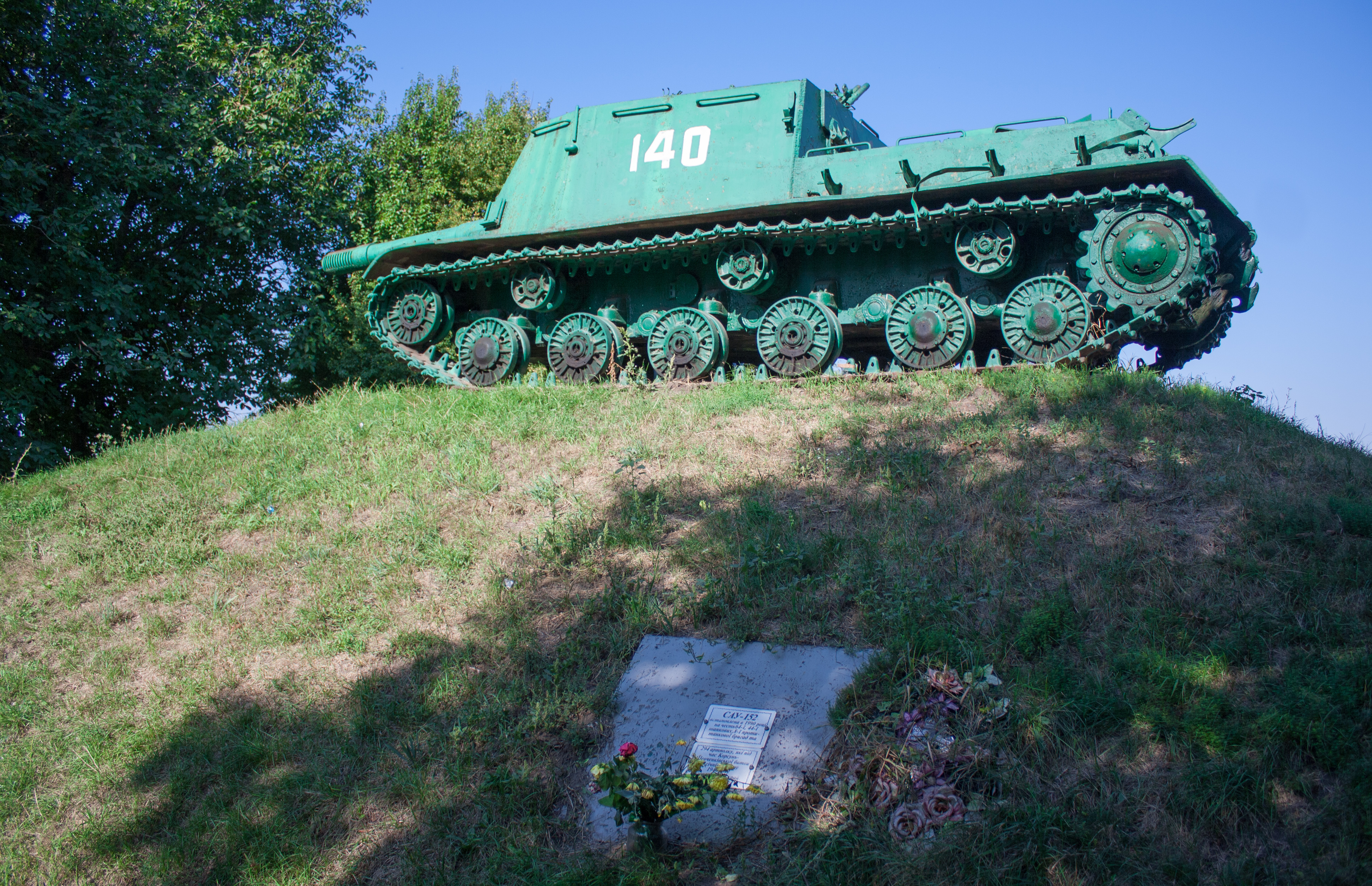
Пам'ятний знак на честь воїнів-визволителів